# Cephalomanes crassum
Cephalomanes crassum är en hinnbräkenväxtart som först beskrevs av Edwin Bingham Copeland, och fick sitt nu gällande namn av Michael Greene Price. Cephalomanes crassum ingår i släktet Cephalomanes och familjen Hymenophyllaceae. Inga underarter finns listade.